# Pierre-Max Dubois
Pierre-Max Dubois (* 1. März 1930 in Graulhet/Okzitanien; † 29. August 1995 in Rocquencourt/Île-de-France) war ein französischer Komponist.

## Leben und Wirken
Dubois begann seine Ausbildung am Konservatorium von Tours, wo er 1945 einen Klavierpreis erhielt. Er war dann am Pariser Konservatorium Schüler von Darius Milhaud und gewann mit der Kantate Le Rire de Gargantua den Grand Prix de Rome. 1964 erhielt er den Großen Preis der Stadt Paris für seine Symphonie-Sérénade. Er war Professor für Musikanalyse am Pariser Konservatorium und dem Konservatorium von Québec und außerdem ein gesuchter Dirigent.
Dubois komponierte mehr als einhundertfünfzig Werke, unter anderem Klavierstücke, Werke für Blasinstrumente (insbesondere auch für das Saxophon), Orchester- und Vokalwerke, die überwiegend bei Alphonse Leduc erschienen. Er stand in der Tradition einer tonalen und melodischen Musik und hielt sich von den dodekaphonischen und seriellen Experimenten zeitgenössischer Komponisten fern.

## Werke
- Beaugency-Concerto für Klarinette und Streichorchester
- BIS, Presto für Violine und Streichorchester
- Cancanages, Scherzo
- Capriccio für Violine
- Concertino für vier Saxophone und Orchester
- Concertino für Trompete und Kammerorchester
- Concerto für Horn und Kammerorchester
- Concerto für Flöte und Kammerorchester („Hommage à Florian“)
- Concerto für Saxophon und Streichorchester
- Concerto für vier Posaunen
- Concerto L'Irrespectueux für Posaune und Streichorchester
- Concerto Printanier für vier Flöten
- Cortége für Posaune und Klavier
- Dialogues Canadiens für Oboe und Streichorchester
- Divertissement für Streichorchester
- Double Concertino für Oboe, Fagott und Orchester
- Polka für Tuba
- Sérénades pour basson et piano
- Sonatine für Altsaxophon
- Suite breve für zwei Trompeten und Orgel
- Suite de Danses
- Petite Suite für Flöte und Fagott
- Feu de Paille für Violine und Altsaxophon

| Personendaten    | Personendaten           |
| ---------------- | ----------------------- |
| NAME             | Dubois, Pierre-Max      |
| KURZBESCHREIBUNG | französischer Komponist |
| GEBURTSDATUM     | 1. März 1930            |
| GEBURTSORT       | Graulhet                |
| STERBEDATUM      | 29. August 1995         |
| STERBEORT        | Rocquencourt            |